# Elefantentreffen
L'Elefantentreffen, in Italia anche conosciuto come Raduno degli Elefanti, è un celebre motoraduno invernale che, dal 1956, si svolge alla fine del mese di gennaio, per una durata di tre giorni, in località site nell'Europa centrale (Germania, Austria).

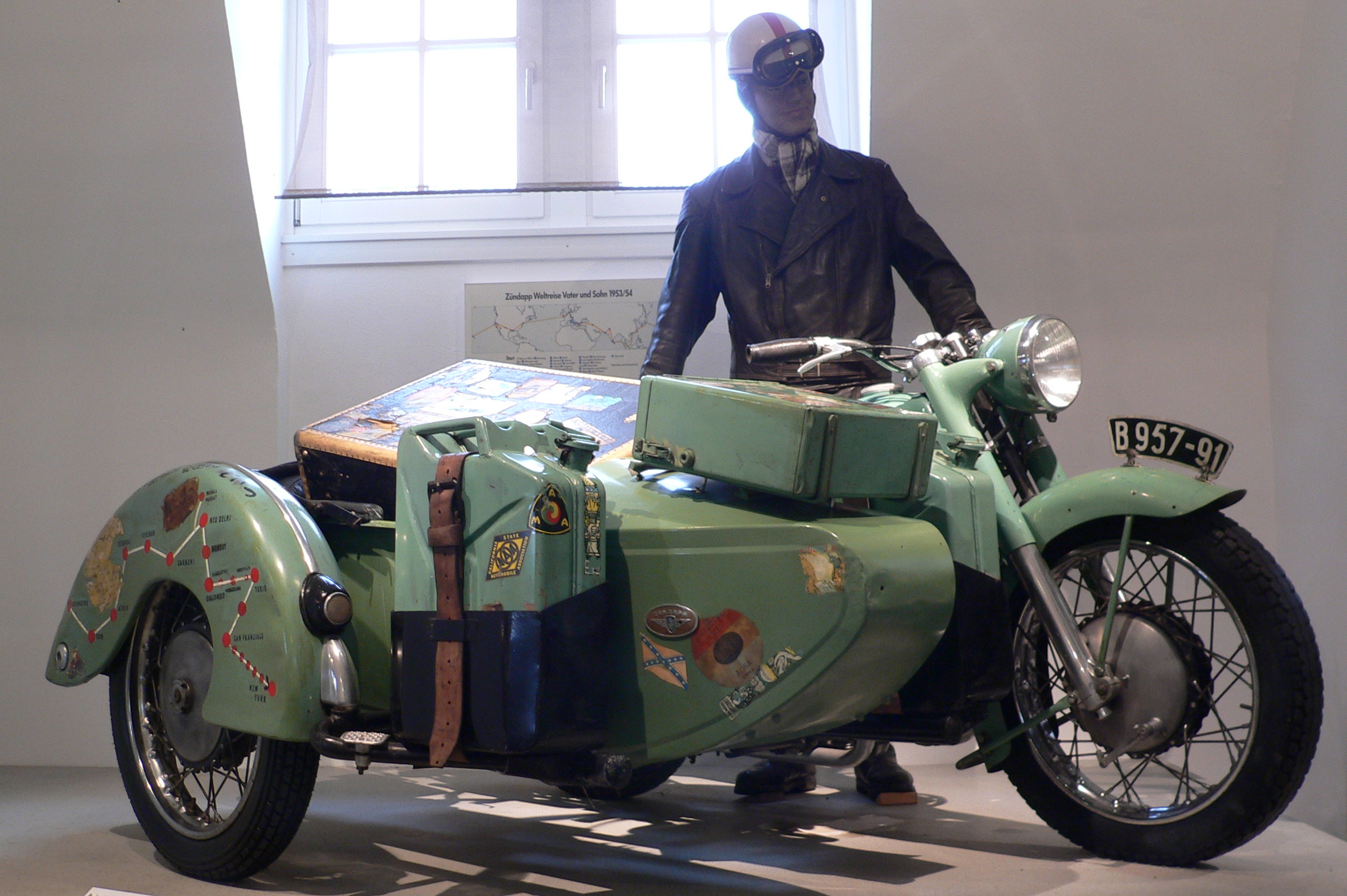
La elefanten che diede il nome al raduno

La prima edizione nacque come raduno delle motociclette Zündapp -KS-601-Gespanne, le moto  militari utilizzate dall'esercito tedesco durante la seconda guerra mondiale e soprannominate appunto "Elefanten". La manifestazione ebbe inizio da un gruppo di amici che intendeva promuovere un raduno annuale di sidecar Zundapp, ma con il passare del tempo il motoraduno divenne un vero e proprio punto di riferimento per gli appassionati prima di sidecar e poi di moto in genere.
Negli ultimi anni, dal 1989, il luogo di ritrovo è fissato in Germania, precisamente nella foresta di Loh Thurmansbang-Solla, ad una sessantina di chilometri da Passavia.
In passato, luogo del raduno sono stati il circuito del Nürburgring e quello di Salisburgo. Queste riunioni in città sono state eliminate a causa dell'altissimo numero di partecipanti ed al conseguente disagio creato. 
Le temperature molto rigide, quasi sempre di molto sotto lo zero, la neve e le precipitazioni ne fanno una meta difficile da raggiungere in motocicletta o sidecar, particolarità che accresce il valore dell'impresa da parte dei frequentatori, aumentata anche dal fatto che l'organizzazione non prevede alberghi o camere attrezzate, ma solamente posti tenda.
Il posto finale si raggiunge tramite diverse stradine ed è situato in una vallata chiusa su tutti i lati (presumibilmente potrebbe essere stata una cava in quanto il fondo della valle è un grande piazzale in cui si trova una fontana, rigorosamente ghiacciata). Nella zona esistono solo piccole frazioni servite da alcuni negozi di alimentari.
Il numero di motociclisti è sempre molto elevato, sull'ordine dei tre/quattromila persone, tutti in tenda o in capanne di tende e legno con stufa interna. Queste ultime sistemazioni sono per lo più di gruppi ben organizzati che rimangono in zona anche tutta la settimana. Il luogo di provenienza è da tutta Europa ed anche dai paesi baltici e dell'Europa dell'Est. La birra scorre a fiumi, ma non ci sono intemperanze. L'organizzazione fa pagare un biglietto di ingresso, rilascia una medaglia ricordo e fornisce, a pagamento, balle di paglia e fascine di legna ai partecipanti. Il raduno si svolge solitamente l'ultimo fine settimana di gennaio, attirando motociclisti da tutta Europa.